# SC Diana Kattowitz
SC Diana Kattowitz was een Duitse voetbalclub uit de Opper-Silezische stad Kattowitz, dat tegenwoordig het Poolse Katowice is.

## Geschiedenis

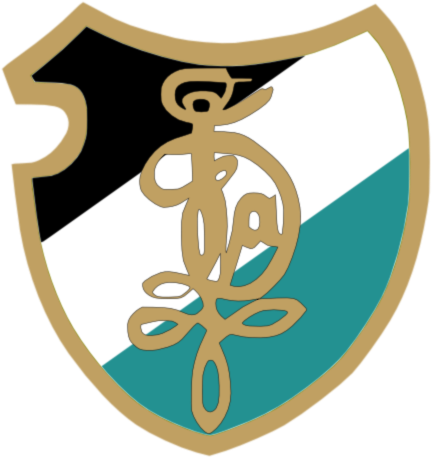
Oud logo.

De club werd opgericht op 13 februari 1905 en werd genoemd naar Diana, de Romeinse godin van de jacht. Diana had al snel vijftig leden, voornamelijk studenten en er speelden ook een aantal joden bij de club. Ze sloten zich aan bij de Kattowitzer Ballspiel-Verband, een voetbalbond die slechts één jaar bestond. Aanvankelijk speelde de club in de schaduw van stadsrivalen Preußen Kattowitz en Germania Kattowitz. In 1911 fusioneerde de club met Borussia Myslowitz omdat beide clubs in een crisis zaten. De naam Diana bleef wel behouden en in het eerste elftal speelden zeven spelers van Diana en vier van Borussia. In 1912 werd de club meteen kampioen van Opper-Silezië en plaatste zich voor de Zuidoost-Duitse eindronde en verloor daar meteen van Germania Breslau. Door het uitbreken van de Eerste Wereldoorlog werden de activiteiten gestaakt. Bijna alle spelers werden door het leger opgeroepen en de helft van hen sneuvelde in de strijd.
Na de oorlog werden Diana en Borussia opnieuw zelfstandig, Borussia onder de naam VfR 1906. Diana werd meteen kampioen van Kattowitz, maar in de Opper-Silezische eindronde verloren ze van TV Vorwärts Gleiwitz. De volgende twee seizoenen werd rivaal Preußen terug kampioen. In maart 1921 vond er een volksplebisciet plaats in Opper-Silezië, waarin de bevolking zich moest uitspreken voor een verblijf in Duitsland of een aanhechting aan de nieuwe Poolse Republiek, waar Kattowitz bijna aan grensde. Een overgrote meerderheid in de stad koos voor Duitsland, maar omdat de omliggende dorpen wel allemaal voor Polen kozen en men geen exclaves wilde werd besloten om Kattowitz toch aan Polen af te staan in 1922.
De naam van de club werd veranderd in Klub Sportowy Diana Katowice. Reeds voor de oorlog speelden er ook enkele Poolse spelers bij de club. Pawel Lubina werd in 1912 kampioen met Diana en speelde ook nu terug bij de club. Diana speelde echter niet meer op hoog niveau. De club had de volgende jaren ook geen problemen als Duitse club met de Poolse bevolkingsgroep of de Poolse overheid. Deze houding werd echter de ondergang van de club. In 1939 viel Duitsland Polen binnen en de gebieden die voor de oorlog Duits waren werden bij het Derde Rijk ingelijfd. De voetbalclub werd ontbonden door de nazi's. In de plaats werd VfB Kattowitz opgericht, dat tot 1944 bestond en ook slechts in lagere klassen actief was.
Na de Tweede Wereldoorlog werd Kattowitz opnieuw Pools en Diana werd niet meer heropgericht.

## Erelijst
Kampioen Opper-Silezië
1912